# Powiat tarnogórski
Powiat tarnogórski – powiat w Polsce w województwie śląskim, powstały w 1873 roku i odtworzony w 1999 roku w ramach reformy administracyjnej.
Siedzibą powiatu jest miasto Tarnowskie Góry.
Według danych z 31 grudnia 2023 roku powiat zamieszkiwało 139 240 osób.

## Położenie
Powiat tarnogórski położony jest w południowo-zachodniej Polsce, w północno-zachodniej części województwa śląskiego i Górnośląskiego Okręgu Przemysłowego (GOP).
Historycznie teren powiatu leży na Górnym Śląsku, oprócz terenu gminy Ożarowice, która leży w Zagłębiu Dąbrowskim.
Powiat sąsiaduje z miastami na prawach powiatu:
- Bytomiem
- Gliwicami
- Piekarami Śląskimi
- Zabrzem

oraz powiatami:
- będzińskim, gliwickim, lublinieckim, myszkowskim (województwo śląskie)
- strzeleckim (województwo opolskie)

## Miasta i gminy
W skład powiatu wchodzą:
- miasta (gminy miejskie): Kalety, Miasteczko Śląskie, Radzionków, Tarnowskie Góry
- gminy wiejskie: Krupski Młyn, Ożarowice, Świerklaniec, Tworóg, Zbrosławice

## Demografia
W 2019 powiat zamieszkiwało 140 519 osób, natomiast według danych z 30 czerwca 2020 roku powiat zamieszkiwało 140 779 osób.
Liczba ludności (dane z 31 grudnia 2014):
|        | Ogółem  | Ogółem | Kobiety | Kobiety | Mężczyźni | Mężczyźni |
| osób   | %       | osób   | %       | osób    | %         |           |
| ------ | ------- | ------ | ------- | ------- | --------- | --------- |
| Ogółem | 138 502 | 100    | 71 144  | 51,37   | 67 358    | 48,63     |
| Miasto | 93 938  | 67,82  | 48 592  | 35,08   | 45 346    | 32,74     |
| Wieś   | 44 564  | 32,18  | 22 552  | 16,28   | 22 012    | 15,89     |

▶Wieś vs ▶miasto
Ogółem (▶k, ▶m)
Miasto (▶k, ▶m)
Wieś (▶k, ▶m)

## Charakterystyka

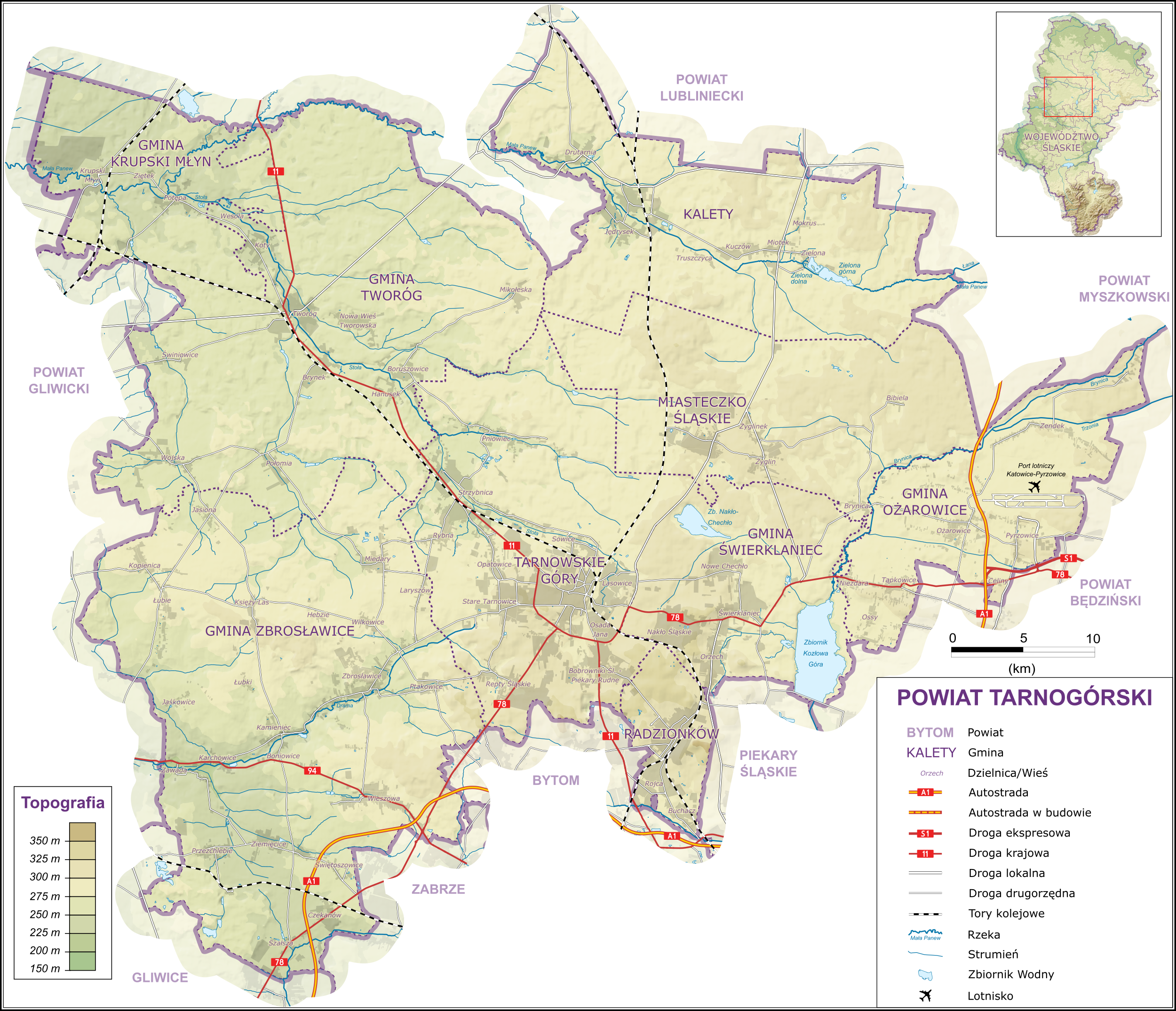
Mapa ogólnogeograficzna powiatu tarnogórskiego.

Obszar bardzo silnie zaludniony (214 mieszkańców na km²) i zurbanizowany (ok. 68% ludności zamieszkuje miasta).
Powiat położony na północ od aglomeracji górnośląskiej, południowa część silnie rozwinięta przemysłowo i technologicznie (Tarnowskie Góry, Radzionków), tereny północno-zachodnie oraz wschodnie mają charakter rolniczo-leśny (51,7% powierzchni powiatu to Lasy Lublinieckie).
Powiat leży w obrębie dwóch regionów, część północno-zachodnia w obszarze Niziny Śląskiej (dolina Małej Panwi i Stoły), pozostała część na obszarze Wyżyny Śląskiej. Najbardziej charakterystyczną formą jest Garb Tarnogórski, składający się z odosobnionych wzgórz skalistych (najwyższe to Księża Góra 353,5 m n.p.m.). Główne rzeki: Mała Panew, Stoła, Drama (dorzecze Odry) i Brynica (dorzecze Wisły), na tej ostatniej sztuczny zbiornik Kozłowa Góra, inne zbiorniki wodne to: Nakło-Chechło, Zielona.
W południowej części powiatu (okolice Radzionkowa) znajdują się złoża węgla kamiennego. Południowa część powiatu silnie współgra z resztą aglomeracji i jest z nią połączona siecią wspólnych inwestycji m.in. w Tarnowskich Górach. Warto dodać, że dziś powiat pełni rolę sypialni aglomeracji górnośląskiej i z dnia na dzień zmienia swój charakter tak jak w przypadku innych miast i powiatów które sąsiadują z innymi dużymi aglomeracjami miejskimi.
Główne trasy komunikacyjne: linie kolejowe Chorzów Batory-Tczew (magistrala węglowa), linia Kalety – Wrocław Mikołajów oraz Tarnowskie Góry – Opole Główne, drogi krajowe: DK11 (Bytom – Lubliniec – Ostrów Wielkopolski – Poznań – Kołobrzeg) i DK78 (Chałupki – Chmielnik), autostrada A1 (Ostrawa – Gdańsk), droga ekspresowa S1 (Pyrzowice – Mysłowice) oraz projektowana droga ekspresowa S11 (Kołobrzeg – Piekary Śląskie).
Turystyczna kolej wąskotorowa z 1851 na trasie Siemianowice Śląskie – Miasteczko Śląskie. Na terenie powiatu w gminie Ożarowice znajduje się Międzynarodowy Port Lotniczy Katowice-Pyrzowice (niemal 2 miliony pasażerów w 2007 r.). Muzea w Tarnowskich Górach (Muzeum w Tarnowskich Górach, Muzeum Instytutu Tarnogórskiego) i placówki paramuzealne w Radzionkowie (Centrum Dokumentacji Deportacji Górnoślązaków do ZSRR w 1945 roku, Muzeum Chleba, Szkoły i Ciekawostek); ośrodki wypoczynkowe (Kalety, Nakło Śląskie, Świerklaniec), jeździeckie (Kalety, Krupski Młyn, Tarnowskie Góry, Zbrosławice).
Zabytki (zamki, pałace, kościoły) w miastach oraz w wielu wsiach (m.in. Brynek, Kamieniec, Kopienica, Łubie, Miedary-Kopanina, Nakło Śląskie, Szałsza, Świerklaniec, Tworóg, Wilkowice, Zbrosławice), zabytki techniki: Zabytkowa Kopalnia Srebra, Sztolnia Czarnego Pstrąga, i in. (Tarnowskie Góry, Krupski Młyn, Niezdara, Tąpkowice, Tworóg, Żyglinek)

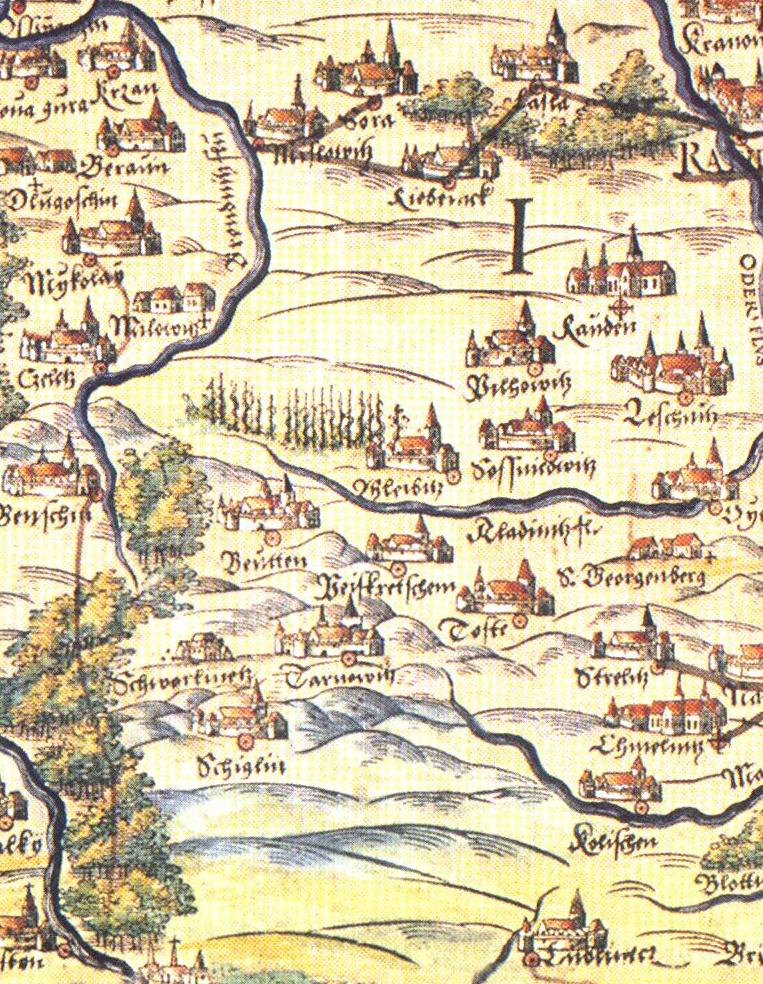
Okolice Tarnowskich Gór na mapie Helwiga z XVI w.

## Historia
Najstarsze ślady pobytu człowieka np. narzędzia krzemienne i ceramika, na terenie powiatu tarnogórskiego pochodzą z ok. 10–4 tys. lat p.n.e. z terenów dzisiejszych Tarnowskich Gór i Ożarowic. Najstarszą osadę w okolicy, Repty (dziś część Tarnowskich Gór), po raz pierwszy wspomniano w bulli papieskiej z 1201 r. Od 1327 r. tereny te wraz z całym księstwem bytomskim przeszły pod władanie królów Czech. Od 1526 roku władcami byli Habsburgowie jako królowie czescy.
Odkrycie w Tarnowicach i w okolicy nowych, wydajnych złóż kruszców srebronośnych było przyczyną powstania osady górniczej, która szybko zdobyła dominująca pozycję w regionie i przekształciła się w miasto Tarnowskie Góry. Wydane przez księcia opolskiego Jana II Dobrego i księcia karniowskiego, margrabiego Jerzego von Ansbach akt wolności górniczej w 1526 roku i „Ordunek Gorny” w 1528 roku stały się podstawą pomyślnego rozwoju przyszłego miasta, które stało się tym samym kolebką nowożytnego zagłębia przemysłowego na Górnym Śląsku i późniejszego Górnośląskiego Okręgu Przemysłowego.
Po trzech wojnach śląskich w połowie XVIII w. Tarnowskie Góry razem z ziemią bytomską – tak jak i większa część Śląska – dostała się pod władanie Hohenzollernów i stała się częścią Królestwa Pruskiego.
26 listopada 1741 r. król pruski Fryderyk II Wielki wydał ordonans nakazujący wydzielenie powiatów (niem. Kreis) i podporządkowanie ich starostom (niem. Landrat). Stolicą utworzonego wówczas powiatu formalnie był Bytom, ale faktyczną siedzibą władz Tarnowskie Góry.
Ponownym rozwój gospodarczy tych ziem związany jest z inwestycjami królewskimi i działalnością hrabiego Fryderyka Wilhelma von Redena. To z jego inicjatywy powstała w okolicach Tarnowskich Gór m.in. kopalnia „Fryderyk” i huta „Fryderyk”. Do odwadniania kopalni sprowadzono z Anglii maszynę parową. Fakt jej uruchomienia stał się głośny w Europie Środkowej i Wschodniej.
Z dniem 1 października 1818 r. władze powiatu bytomskiego przeniosły się na stałe do Bytomia. Ustawą z dnia 27 marca 1873 r. z północnej części powiatu bytomskiego utworzono powiat tarnogórski.
W 1922 r. pruski powiat tarnogórski został podzielony między Niemcy i II Rzeczpospolitą. Polski powiat tarnogórski obejmował 254,25 km² i liczył ponad 66 tys. mieszkańców.
1 kwietnia 1939 r. do powiatu włączono gminy: Piekary Śląskie, Brzozowice-Kamień, Brzeziny Śląskie i Dąbrówkę Wielką.
W czasie II wojny światowej Tarnowskie Góry, powiat, jak i całe międzywojenne województwo śląskie, zostały włączone do III Rzeszy. Na mocy rozporządzenia nadprezydenta prowincji górnośląskiej z 4 listopada 1941 r., „były polski powiat tarnogórski” (oficjalnie niem. Landkreis Tarnowitz) od 1 kwietnia 1942 r. stał się częścią niemieckiego powiatu bytomsko-tarnogórskiego (niem. Landkreis Beuthen-Tarnowitz). Siedzibą władz powiatowych zostały Tarnowskie Góry (starosta urzędował tu już od 1 czerwca 1941 r.).
Po wojnie przywrócono podział sprzed 1 września 1939 r., który został zatwierdzony decyzją wojewody śląsko-dąbrowskiego 27 listopada 1945 r. Powiat tarnogórski znalazł się w granicach województwa śląsko-dąbrowskiego (od 1950 r. katowickiego). Poważniejsze zmiany przeprowadzono w latach 1951–1956, gdy przyłączono tereny z dawnego powiatu bytomskiego, gliwickiego i będzińskiego.
Powiaty zlikwidowano 1 czerwca 1975 r. wprowadzając dwustopniowy podział administracyjny na gminy i województwa.
27 sierpnia 1990 r. utworzono Urząd Rejonowy w Tarnowskich Górach (organ administracji rządowej), który obejmował gminy Krupski Młyn, Ożarowice, Świerklaniec, Tworóg i Zbrosławice oraz miasta Miasteczko Śląskie (wydzielone z Tarnowskich Gór 30 grudnia 1994 r.), Piekary Śląskie i Tarnowskie Góry. Urząd ten funkcjonował do 31 grudnia 1998 r., a na jego bazie utworzono powiat tarnogórski i miasto na prawach powiatu Piekary Śląskie.
W 1998 r. Sejm RP uchwalił ustawę o nowym podziale administracyjnym. Region znalazł się w granicach województwa śląskiego. W granicach przywróconego powiatu tarnogórskiego od 1 stycznia 1999 r. znalazły się miasta: Tarnowskie Góry, Kalety, Miasteczko Śląskie i Radzionków oraz gminy: Krupski Młyn, Ożarowice, Świerklaniec, Tworóg, Zbrosławice.

## Starostowie tarnogórscy

### Królestwo Prus
starostowie bytomscy urzędujący w Tarnowskich Górach
- Gottlieb Christian von Rymułtowski und Kornitz (1743–1761)
- Ernst von Rosteck und Goldmannsdorf (1761–1771)
- Erdmann Gustaw Graf Henckel von Donnersmarck (VI 1771 – III 1804)
- Karol Traugott Graf Henckel von Donnersmarck (1804 – II 1840, od 1 X 1818 urzędował w Bytomiu)

### Cesarstwo Niemieckie
starostowie tarnogórscy
- Bernhard Georg August Barchewitz (1873–1884, do 1875 p.o. starosty, od 1 IV 1877 urzędował w nowej siedzibie przy Hugostraße 2, dziś ul. Sienkiewicza 2)

- Axel Varnbüler von und zu Hemmingen(inne języki) (7 II 1884 – 1891, do 4 XII 1884 starosta komisaryczny)
- Arthur Sebastian Georg Anton von Falkenhayn(inne języki) (10 I 1891 – 25 VI 1898)
- Freiherr von Tschammer und Quaritz (1898, p.o. starosty)
- Friedrich Ernst Gustav von Schwerin (11 VIII 1898 – 1 IV 1905)
- Friedrich Wilhelm Richard Paul Graf zu Limburg-Stirum (16 XI 1905 – III 1914)
- Waldemar Teodor Adolf Hermann von Brockhusen (1 IV 1914 – VI 1922)

### II Rzeczpospolita Polska
starostowie tarnogórscy
- Walenty Olearczyk (20 VI 1922 – 30 IX 1924)
- Sławomir Żuławski (7 X 1924 – 4 II 1927, nominacja ministerialna w V 1925)
- Władysław Palla-Bocheński  (5 II 1927 – 6 VIII 1931)
- Józef Korol (7 VIII 1931 – 28 II 1935)
- dr Tadeusz Grzelewski (1 II 1935 – 20 VI 1935, p.o. starosty)
- Paweł Mierzwa (21 VI 1935 – 1 IX 1939)

### II wojna światowa – III Rzesza
starosta bytomsko-tarnogórski
- Walrab Carl Constantin Freiherr von Wangenheim(inne języki) (1 II 1938 – 31 V 1941 urzędując w Bytomiu, a 1 VI 1941 – I 1945 w Tarnowskich Górach; od 2 IX 1939 zarządzał jednocześnie dwoma powiatami: bytomsko-tarnogórskim i byłym polskim powiatem tarnogórskim).

### Polska Rzeczpospolita Ludowa (do 1952 RP)
starostowie tarnogórscy
- Wilhelm Dejas – I 1945 – 20 III 1945
- Wincenty Łukowski – III 1945 – 6 VIII 1945
- Józef Marek – VIII 1945 – 7 XI 1946
- Józef Grzegorzek – 7 XI 1946 – 22 X 1948
- Antoni Zawisza – 22 X 1948 – 16 II 1949
- Ryszard Adamski – 16 II 1949 – 3 VI 1950

przewodniczący Powiatowej Rady Narodowej w Tarnowskich Górach
- Edmund Grzeganek – 3 VI 1950 – 17 VII 1952
- Józef Mstowski – 17 VII 1952 – 24 XI 1953
- Piotr Chmiel – 24 XI 1953 – 15 XII 1956
- Stefan Kaczmarek – 15 XII 1956 – 1 II 1961
- Stanisław Kiermaszek – 1 II 1961 – 2 XII 1964
- Wilhelm Skrzyposzek – 2 XII 1964 – 16 VI 1967
- Zdzisław Lewandowski – 16 VI 1967 – 13 XII 1973

naczelnik powiatu Tarnowskie Góry
- Zdzisław Lewandowski – 13 XII 1973 – 1 VI 1975

1 VI 1975 – zniesienie podziału na powiaty, wprowadzenie dwustopniowego podziału administracyjnego kraju.

### III Rzeczpospolita Polska
kierownik Urzędu Rejonowego w Tarnowskich Górach
- [do ustalenia] (27 VIII 1990 – )

starostowie tarnogórscy
- Antoni Jankowski (1 I 1999 – 19 XI 2002, wybrany 10 XI 1998)
- Józef Burdziak (19 XI 2002 – 8 XI 2003)
- Józef Korpak (8 XI 2003 – 1 XII 2010)
- Lucyna Ekkert (1 XII 2010 – 28 XI 2014)
- Józef Burdziak (28 XI 2014 – 4 IV 2017)
- Krystyna Kosmala (4 IV 2017 – 7 V 2024)[7]
- Adam Chmiel (od 7 V 2024)[8]

## Rada Powiatu
| Ugrupowanie                                   | 2002-2006  | 2006-2010 | 2010-2014 | 2014-2018 | 2018-2024 | 2024-2029 |
| --------------------------------------------- | ---------- | --------- | --------- | --------- | --------- | --------- |
| Sojusz Lewicy Demokratycznej                  | 4 (SLD-UP) | -         | 1         | -         | -         | -         |
| Przymierze Społeczne                          | 1          | 4         | 1         | -         | -         | -         |
| Inicjatywa Społeczna Wspólnota Samorządowa    | 5          | -         | -         | -         | -         | -         |
| Forum Samorządowe Ziemi Tarnogórskiej         | 5          | -         | -         | -         | -         | -         |
| Inicjatywa Obywatelska Powiatu Tarnogórskiego | 4          | 5         | 9         | 8         | 9         | 7         |
| Prawo-Rodzina-Samorządność                    | 6          | -         | -         | -         | -         | -         |
| Przymierze Śląskie                            | 2          | -         | -         | -         | -         | -         |
| Prawo i Sprawiedliwość                        | -          | 4         | 1         | 4         | 8         | 8         |
| Platforma Obywatelska                         | -          | 6         | 8         | 7         | -         | -         |
| Koalicja Obywatelska                          | -          | -         | -         | -         | 5         | 9         |
| Samorządowe Przymierze Śląskie                | -          | 5         | -         | -         | -         | -         |
| Tarnogórskie Porozumienie Samorządowe         | -          | 1         | -         | -         | -         | -         |
| Przyjazny Samorząd                            | -          | -         | 5         | 4         | 1         | -         |
| Ruch Autonomii Śląska                         | -          | -         | -         | 2         | -         | -         |
| Nasz Samorząd                                 | -          | -         | -         | -         | 2         | 1         |

## Powiaty partnerskie
- Powiat tucholski (Polska)
- Powiat Erlangen-Höchstadt (Niemcy)